# Zelwa (powiat Sejny)

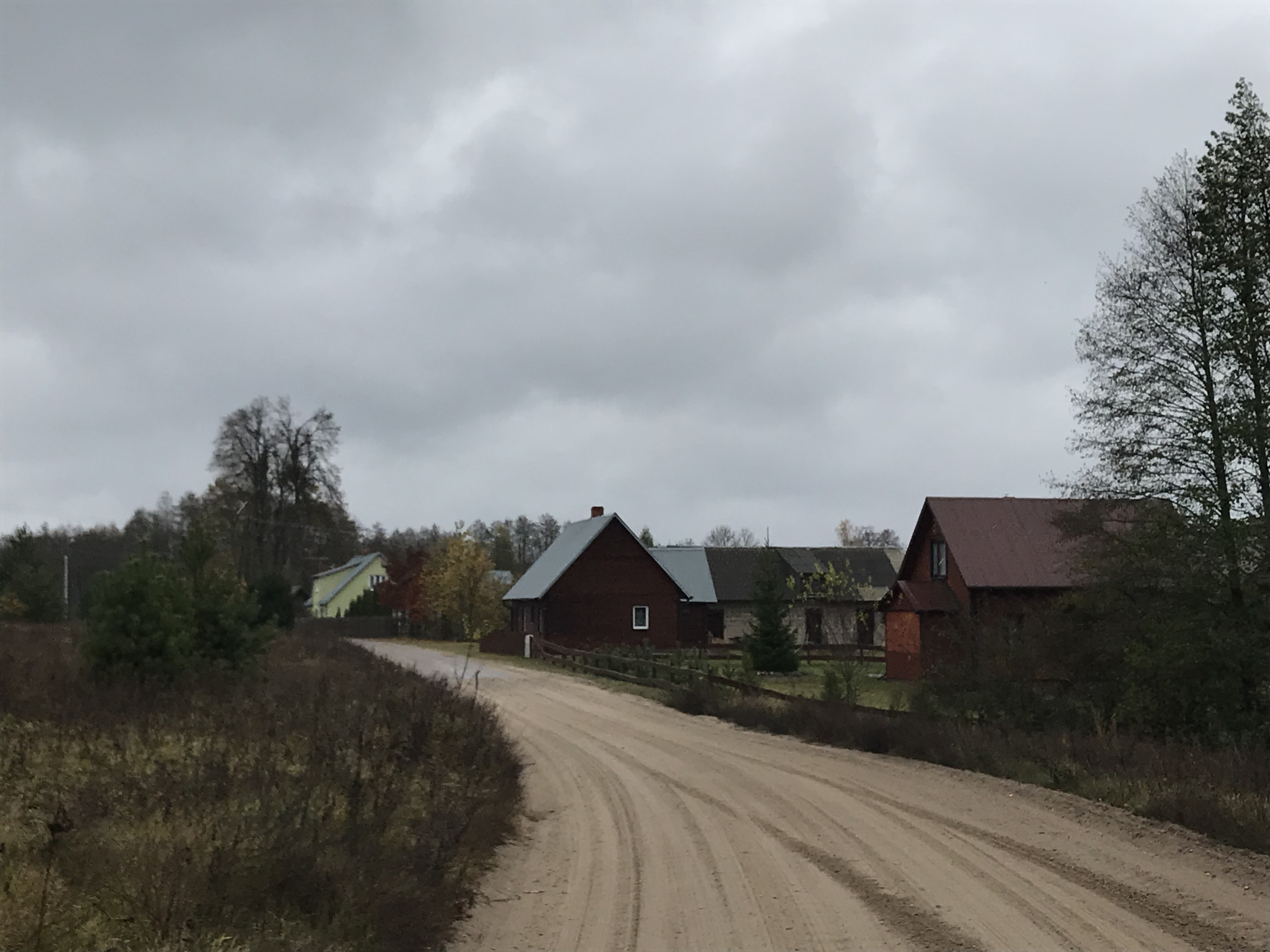

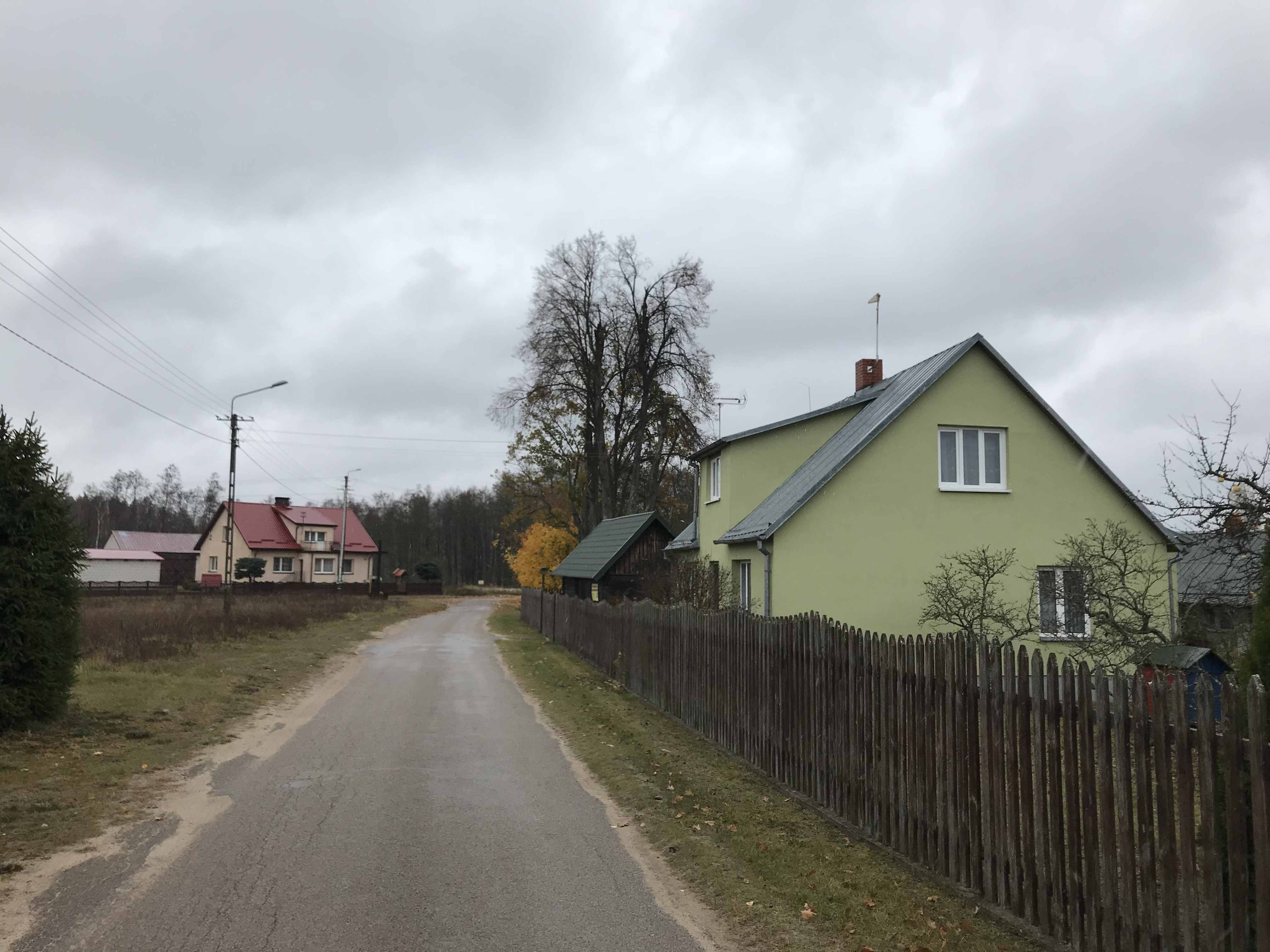

Zelwa (Litouws Zelva) is een plaats in het Poolse woiwodschap Podlachië, in het district Sejny. De plaats ligt in de gemeente Giby. In 2011 woonden er 181 mensen.
Het dorp heeft een klein etnografisch museum met een openluchtmuseum opgericht door een van de bewoners. Bezoekers krijgen demonstraties te zien van dorpsactiviteiten zoals spinnen, weven, twirling, bindnetten, hout- en ijzerverwerking, vlasverwerking en het bakken van brood. Er is een vakantiecentrum "Zelwa" in het dorp en verschillende agriturismo boerderijen die gasten accommodatie en maaltijden aanbieden. Er is ook een supermarkt, een industriële winkel en een bushalte. Nabij het het dorp zijn er natuurreservaten: Kukle, Łempis en Tobolinka.

## Geografie
Zelwa ligt tussen rivier de Marycha en de oever van het Zelwameer (oppervlakte, 105 ha, lengte 2,45 km). Aan de andere kant van de Marycha, ligt de nederzetting Kiecie dat deel uitmaakt van Zelwa.

## Geschiedenis
Van de 8e tot de 19e eeuw maakte deze plaats deel uit van het leefgebied van de Baltische stam van de Jatvingen. Vanaf de 13e eeuw behoorde het tot het Grootvorstendom Litouwen. Dit dorp werd gesticht in de 17e eeuw voor de houtbewerking, onder andere voor het klooster van Wigry. Met de Poolse Delingen kwam het gebied achtereenvolgens vanaf 1795 eerst in Pruisische en in 1806 in Russische handen. Na de Pools-Russische Oorlog (1919-1921) werd het onderdeel van Polen. Sindsdien woont er in dit gebied nog wel een Litouwse minderheid.

## Verkeer en vervoer
- Station Zelwa was van 1916-1989[2] het eindpunt van een smalspoorlijn naar Station Suwałki. De spoorlijn is nabij Zelwa opgebroken, een deel is nog in gebruik als museumspoorlijn[3] in het Nationaal Park Wigry.

## Sport en recreatie
Door deze plaats loopt de Europese wandelroute E11. De E11 loopt van Den Haag naar het oosten, naar de grens Polen/Litouwen. Ter plaatse komt de route van het westen van Giby en vervolgt in noordelijke richting naar Berżniki.